# Riu São Francisco
El riu São Francisco (Sant Francesc, en català), també conegut com Velho Chico, és un del més importants cursos d’aigua del Brasil i d'Amèrica del Sud. Travessa cinc estats i 521 municipis. Neix a la Serralada de la Canastra, al municipi de São Roque de Minas, dins l'estat de Minas Gerais, a uns 1.200 metres d'altura. Circulant en direcció nord-est, travessa l'estat de Bahia, formant, a l'extrem nord, el límit amb Pernambuco. Allà vira a l'est i acaba convertint-se, al seu últim tram, en la divisió natural entre Sergipe, a la riba sud i Alagoas, a la nord. Desemboca a l'oceà Atlàntic, entre els municipis de Brejo Grande (Sergipe) i Piaçabuçu (Alagoas). La seva extensió és de 2.814 km, amb una superfície de conca hidrogràfica de 641.000 km² i un cabal mitjà proper als 3 milions de litres per segon.
Es el sisè riu més llarg del Brasil, tractant-se del primer dels que tenen tant el naixement com la desembocadura al país. Té 168 afluents (99 d'ells són perennes), 90 pel marge dret i 78 per l'esquerre. En destaquen els rius Paracopeba, das Velhas, Corrente, Paracatu, Abaeté, Jequitaí, Pajeú i Grande.

## Topònim
El nom de São Francisco fa referència a Sant Francesc d'Assís. També rep els noms indígenes Opará ("el gran riu" o "riu com un mar") i Parapitinga ("riu d'argent") o Pirapitinga ("peix d'argent"). Se'l coneix també com Velho Chico; on Chico, en portuguès, és l'abreujament habitual del nom de pila Francisco ("vell Chico").
El riu va rebre també el sobrenom de Riu de la Integració Nacional (Rio da Integração Nacional), ja que en els segles XVII i XVIII les expedicions (entradas i bandeiras) el feien servir com ruta per penetrar cap a l'interior del continent, expandint els dominis de la colònia. També va rebre el nom de Riu dels Corrals (Rio dos Currais), ja que els marges s'ompliren de granges de bestiar boví durant el segle xviii, quan es va produir l'explotació massiva de les mines d'or de Minas Gerais, que empraven la tracció animal en la seva extracció.

## Geografia

### Dades generals
| Naixement del riu i estàtua en homenatge a Sant Francesc d'Assís, terme de São Roque de Minas. |  | Naixement del riu i estàtua en homenatge a Sant Francesc d'Assís, terme de São Roque de Minas. |
| Naixement del riu i estàtua en homenatge a Sant Francesc d'Assís, terme de São Roque de Minas. |  |                                                                                                |

Des del seu naixement a São Roque de Minas fins a la desembocadura a Brejo Grande - Piaçabuçu, el São Francisco té una longitud de 2.814 quilòmetres. El seu curs mig té un escàs desnivell mitjà de 7,4 cm/km. El cabal del riu és de 2.943 m³/s i la velocitat mitjana és de 0,8 m/s, mesurada en el tram navegable entre les ciutats de Pirapora i Juazeiro.
Els seus 168 afluents estan dividits en subconques, que permeten fer-ne un control més detallat del cabal, consum, qualitat de l'aigua, etc. Les més remarcables són: Pará, Paraopeba, das Velhas, Janeiro, Formoso, Jequitaí, Paracatu, Pacuí, Urucuia, Verde grande, Carinhanha, Corrente, Grande, Paramirim, Verde, Salitre, Pontal, das Garças, Curaçá, Brígida, Terra nova, Macururé, Pajeú, Moxotó, Curituba, Seco i Ipanema.

#### Polèmica sobre el lloc de naixement
Històricament s’ha considerat que el naixement del riu es trobava a la serralada de la Canastra, a prop del límit amb São Paulo, dins del terme municipal de São Roque de Minas. Es tracta d’un punt muntanyós, amb cascades i diverses rutes de senderisme, que al llarg dels anys han atret gran quantitat de turistes.
A finals de la dècada de 2000, un estudi de la Companyia de Desenvolupament de les Valls del São Francisco, establí que el riu Samburá, tingut fins llavors com un afluent del São Francisco, havia de passar a ser considerat com la seva corrent principal, atenent a diversos factors hidrogràfics.
L’ajuntament de Medeiros, on se situa el naixement del Samburá, va iniciar una campanya per que es reconegués aquest fet, iniciant-se una picabaralla amb el seu homòleg de São Roque. Per ara, ni l'Institut Brasiler de Geografia i Estadística, ni la Secretaria Nacional de Recursos Hídrics han reconegut aquest fet i mantenen oficialment el naixement a São Roque de Minas. Per la seva part, l’Agència Nacional d’Aigües va establir un doble punt de naixement: l’històric, a São Roque i el geogràfic, a Medeiros. Des d'aquest últim punt, la longitud del riu passaria a ser de 2.863 km.

### Cursos
El riu São Francisco travessa regions amb condicions climàtiques molt diverses. El curs alt del riu està situat en una regió amb índexs pluviomètrics alts, de tal manera que el São Francisco rep prop del 75% del seu cabal durant el seu pas per Minas Gerais, malgrat que aquest tram significa només el 37% de la seva longitud total. Allà, les pluges es concentren entre els mesos d'octubre i abril, mentre que l'època amb menor volum d'aigua va de maig al setembre.
Bona part del curs mig del riu transita per àrees semiàrides, conegudes com sertão, amb pluges minses. El tram que va des de l'entrada a Bahia fins a Juazeiro, que representa el 45% de la seva llargada, rep només el 20% de flux acumulat del Vell Chico. No obstant aquest dèficit, el riu aconsegueix superar aquest semidesert sense pràcticament perdre cabal. Els al·luvions de creació recent, les pedres calcàries i el gres dominen bona part de la conca de drenatge, que funcionen com veritables esponges que emmagatzemen aigua, que posteriorment s'allibera en les èpoques de sequera. Tot i que el mes més sec és el juliol, en diversos punts del recorregut no s'assoleix el cabal mínim fins al setembre.
El clima al curs baix del riu, quan s'apropa a l'Atlàntic, torna a recuperar uns índexs de pluja considerables, si bé els mesos humits en aquesta part del país són de maig a juliol i els mesos més secs, de setembre a febrer.

### Navegabilitat
Presenta dos trams navegables: un al curs mig, entre Pirapora (Minas) i Juazeiro (Bahia), de 1.371 km de longitud i un altre al curs baix, de 208 km, entre Piranhas (Alagoas) i la desembocadura del riu. A més del transport de passatgers, els vaixells de càrrega que transiten pel riu porten principalment ciment, sal, sucre, arròs, soia, manufactures, fusta i algeps. En el tram baix hi ha embarcacions de vapor que fan passejades turístiques pel riu.

### Preses
El Brasil ha sabut aprofitar el São Francisco per augmentar la seva producció elèctrica, mitjançant la construcció de diverses centrals hidroelèctriques. Al mateix temps, les preses creades han servit per estabilitzar el cabal d'aìgua i fer front als anys de sequera. Hi ha 6 preses al riu, més altres dues situades als seus afluents:
| Pantans      | Estat  | Superfície (ha) | Inauguració | Altres dades                                                                     |
| Retiro Baixo | MG     | 2,258           | 2010        | Situada al riu Paraopeba                                                         |
| Queimado     | MG, GO | 2,451           | 2004        | Situada al riu Preto                                                             |
| Xingó        | AL, SE | 6,148           | 1994        |                                                                                  |
| Sobradinho   | BA     | 315,995         | 1982        | Forma un dels llacs artificials més grans del món                                |
| Itaparica    | BA, PE | 74,205          | 1988        | Rep oficialment el nom Usina Luiz Gonzaga                                        |
| Moxotó       | BA, AL | 8,035           | 1977        |                                                                                  |
| Paulo Afonso | BA     | 9,295           | 1955        | És un complex amb 4 centrals i és el que produeix més energia elèctrica del país |
| Três Marias  | MG     | 85,579          | 1962        | Va ser, durant molts anys, la més gran del país                                  |

## Història

### Arribada dels europeus

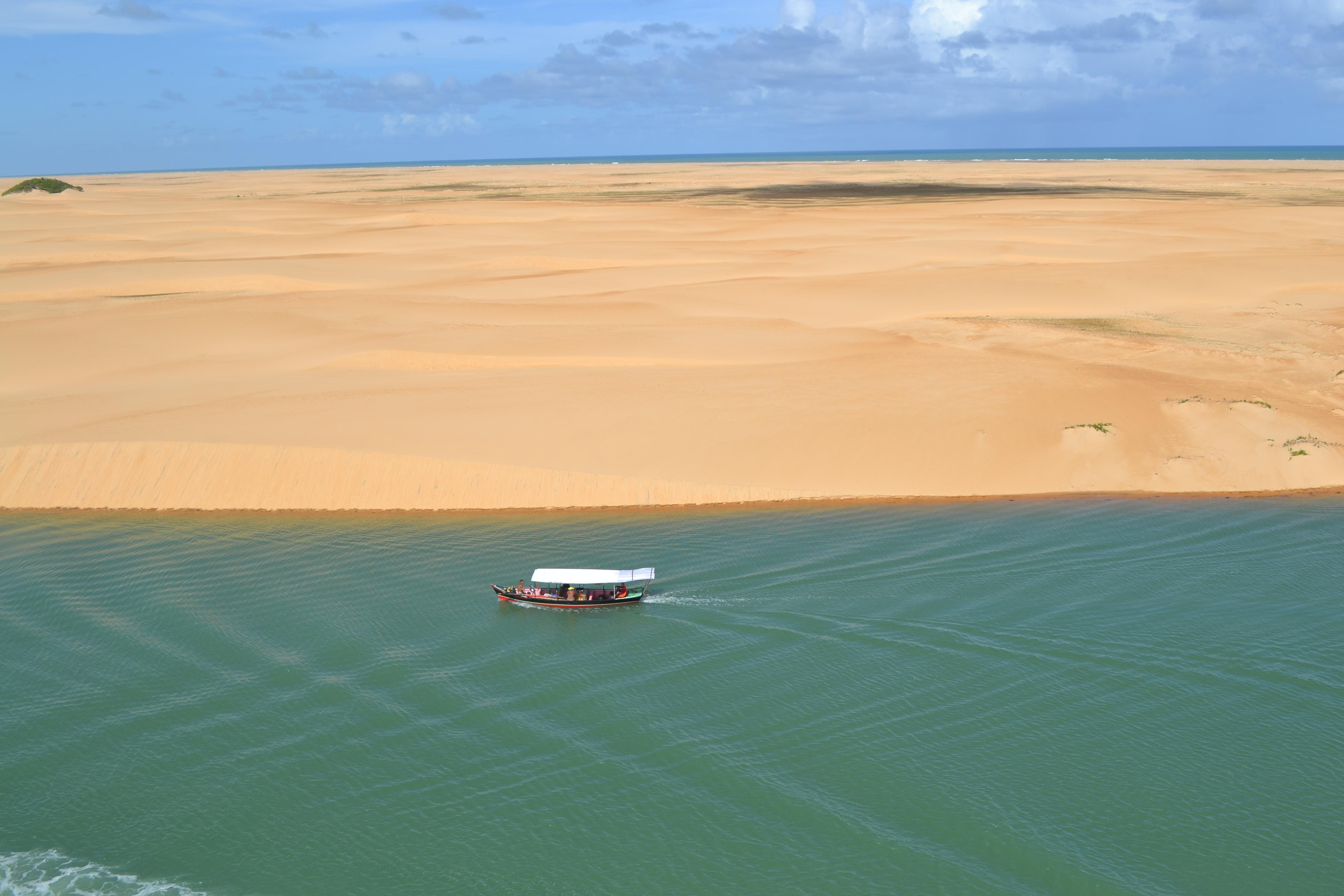
Delta del riu São Francisco

Abans de l'arribada dels colons, diverses ètnies ocupaven l'extens territori de la conca del São Francisco. Entre les més grans, es trobaven els xacriabà, al curs alt del riu; els pancararú al curs mig i els caetés i els carirís al curs baix.
L'any 1501, una expedició de reconeixement de la corona portuguesa, comandada per André Gonçalves i Américo Vespucio, anava resseguint la costa brasilera cap al sud. Es va trobar amb un delta, sent Vespucio el primer europeu en navegar per la desembocadura el riu. Com era 4 d'octubre, va rebre el seu nom en homenatge a Sant Francesc d'Assís, que se celebra aquell dia.

### Primers assentaments i expedicions

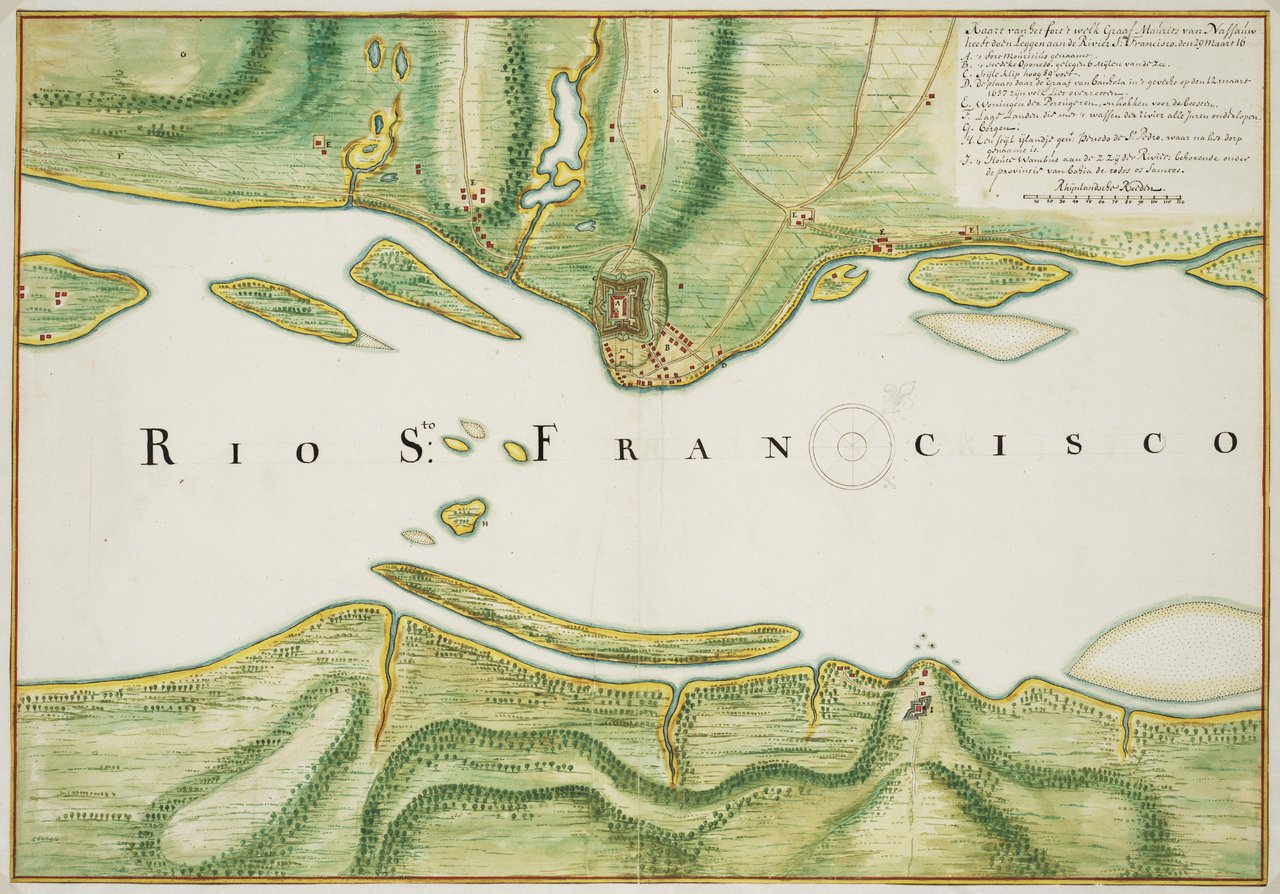
Mapa de Penedo al 1665, quan va ser ocupada pels neerlandesos.

Al segle xvi, la divisió administrativa del Brasil-colônia era formada per capitanies i el tram final del riu transcorria per la Capitania de Pernamuco. El primer dignatari d'aquesta fou Duarte Coelho, qui va ser el responsable de fundar el primer municipi als marges del riu: Penedo (actualment pertanyent a l'estat d'Alagoas), situada a 40 km de la costa.
Els colons no acostumaven a anar terra endins, car els poblats indígenes que els circumdaven eren molt agressius. L'any 1556, tingué lloc el naufragi del vaixell que duia el primer bisbe del Brasil, Fernandes Sardinha. La tripulació, amb el clergue, va aconseguir arribar a terra, però van ser capturats per una tribu caeté, que els sacrificaren seguint ritus caníbals. La primera expedició militar de reconeixement per l'interior de Bahia no va ocórrer fins 1553. En les dècades posteriors se succeïren aquestes entradas, que van aconseguir que els indígenes fossin retrocedint cap a l'interior del Brasil, de manera que a finals de segle van sorgir els primers assentaments que permeteren garantir la possessió del territori.

### Colonització

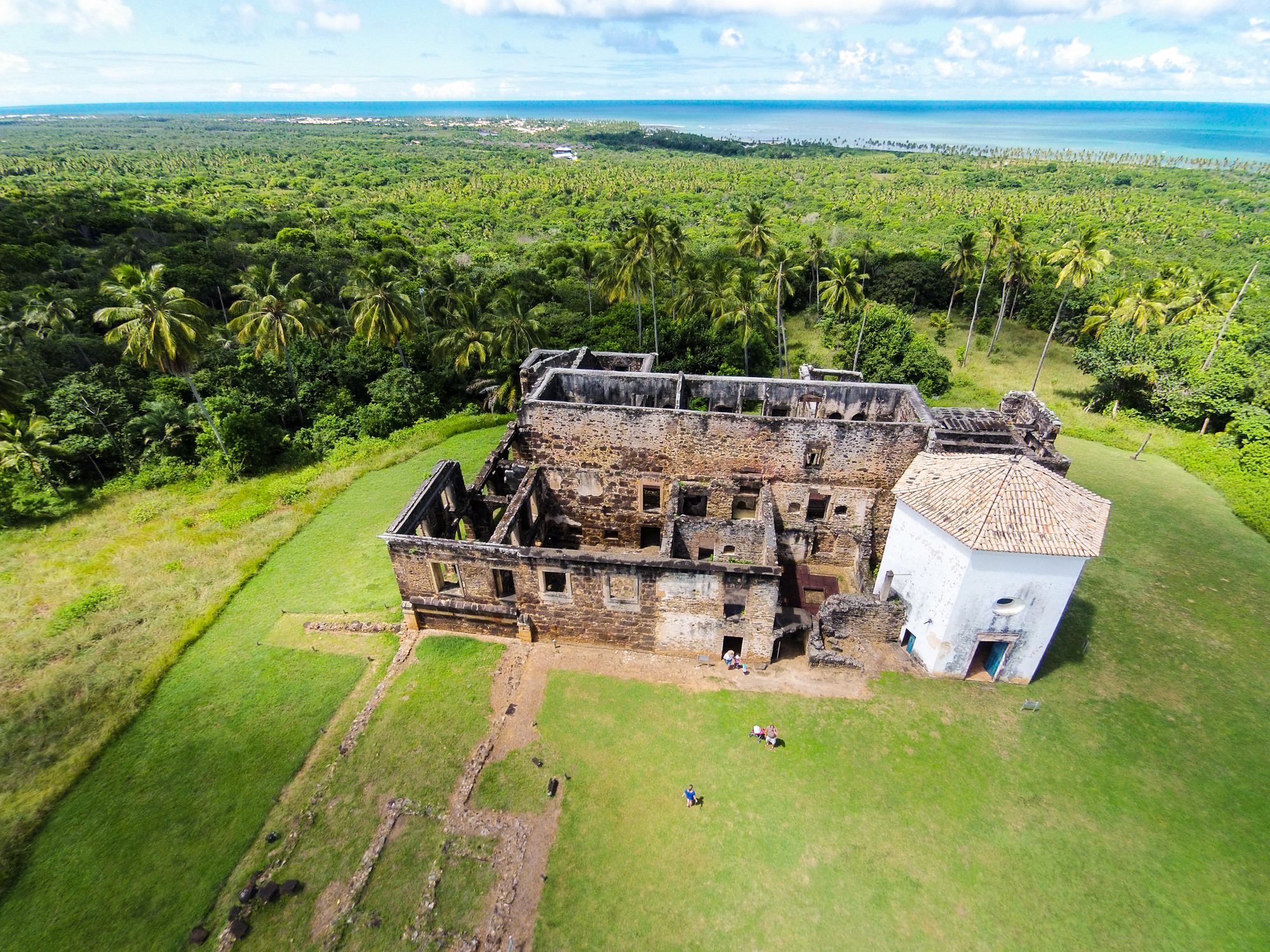
Runes del castell dels Garcia d'Ávila, majors terratinents del Brasil colonial.

L'ocupació formal de la conca del São Francisco va iniciar-se a finals del segle xvi, seguint el sistema portuguès de sesmaries. D'aquesta manera, la Corona cedia terres a condició que fossin treballades, el que va dur a la creació d'immensos latifundis de propietat familiar, basats en la producció agropecuària, com el dels Garcia d'Ávila, els Guedes de Brito o els Nunes Viana. Es calcula que, només els Garcia d'Ávila, controlaven un territori comparable a la mida de Turquia.
D'altra banda, també tingueren gran importància en la població del territori les missions religioses que s'hi establiren, principalment de congregacions de frares franciscans caputxins. Però, no van tenir una relació fàcil amb els terratinents, ja que les missions ocupaven les terres de pastura del bestiar.
La colonització de les valls del São Francisco es va dur a terme en dues èpoques diferents, amb gairebé un segle de diferència. L'altra onada colonitzadora arribà a finals del segle xvii amb el sorgiment del cicle de l'or a les muntanyes i valls de Minas Gerais. La sortida natural que oferia pels minerals (també plata, diamants i altres pedres precioses) el riu en direcció a Lisboa - com la ruta del Rio das Velhas - i el comerç de bestiar de tir des de les valls cap a les mines, van fer despuntar l'activitat comercial del Velho Chico. També van aparèixer assentaments al llarg del riu, primer per part de quadrilles d'assaltants i contrabandistes; després per part de les milícies de bandeirantes, contractats per vigilar la zona.

### Declivi
L'arribada del segle XIX va coincidir amb l'esgotament de les mines, el que va suposar el fre en sec de l'activitat al riu. Moltes poblacions mineres creades al curs alt del riu van despoblar-se i les restants, reconvertiren la seva economia als sectors agrícola i ramader. El curs mig del riu va patir el mateix destí, amb l'agreujant de l'exposició a les sequeres de llarga durada.
En la dècada del 1850, el govern de l'emperador Pere II va elaborar una primera proposta d'intervenció en la regió, que destacava la necessitat de redistribuir l'aigua del São Francisco i fer-la arribar a diversos punts del nord-est brasiler, però la situació política del país no va permetre-li sumar els suports necessaris per engegar un projecte d'aquesta magnitud. No va ser fins ja arribada la República, que començaren a construir-se modests sistemes d'irrigació.

### Inversions i ressorgiment

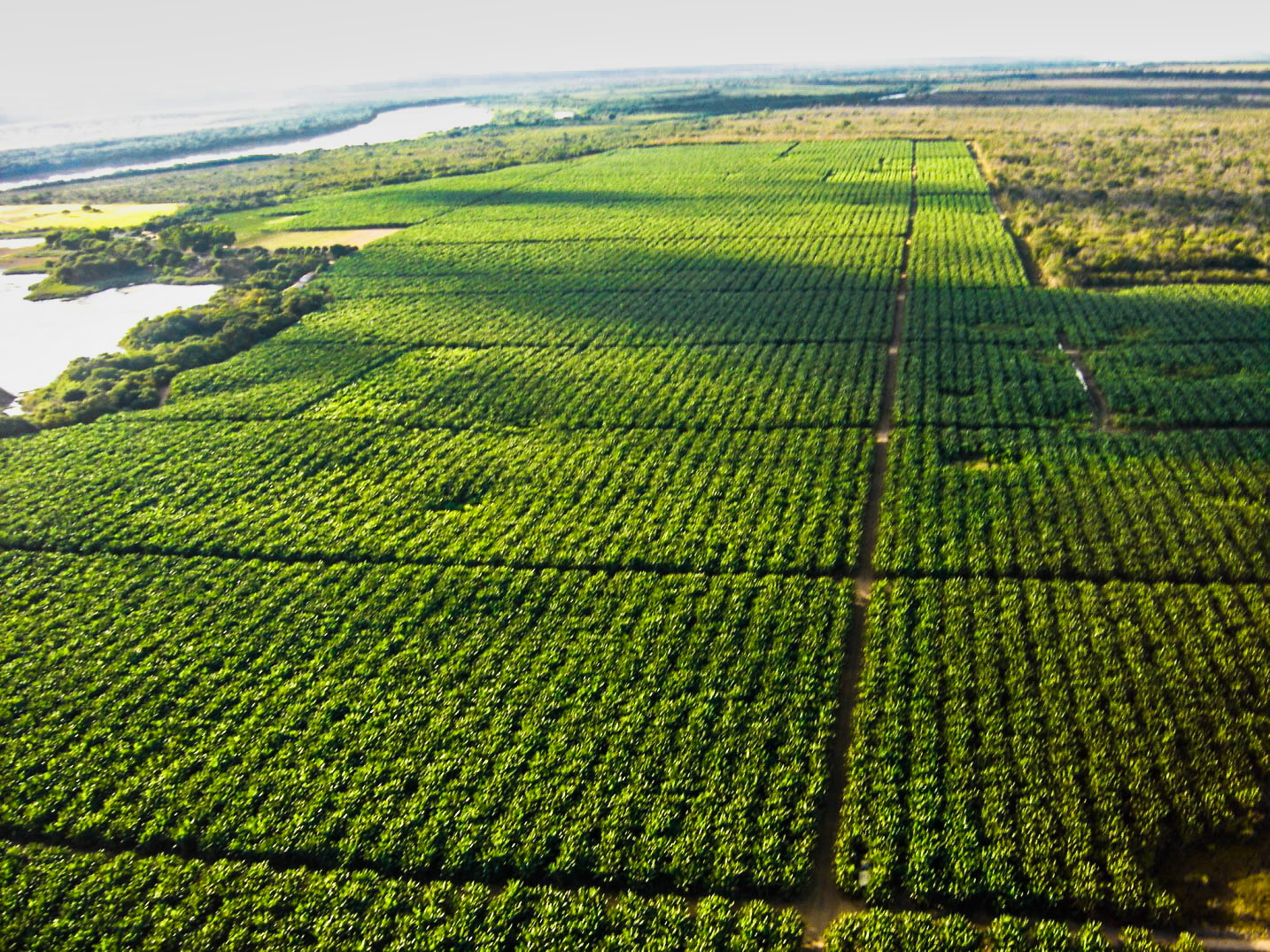
Producció agrícola al Vale do São Francisco. Es percep el contrast entre els camps de conreu i l'estepa adjacent.

Entre la dècada dels 40 i dels 70, el govern central va prendre la decisió d'invertir en infraestructures que permetessin revitalitzar la regió. Per un cantó, s'inicià la construcció de preses i centrals hidràuliques, que van permetre garantir el proveïment d'aigua per la població, els camps de cultiu i les explotacions ramaderes, al mateix temps que es va incrementar notablement la generació d'electricitat a l'estat, reduint la seva dependència d'altres fonts d'energia. D'altra banda, es construïren milers de quilòmetres de canals de rec, per fer arribar l'aigua dels pantans per tot el vall del curs submig del riu (el tram que va del llac de Sobradinho fins Itaparica.
La canalització d'aigua ha convertit el pol Petrolina-Juazeiro en una de les zones del Brasil que més s'han desenvolupat en l'últim mig segle. És l'àrea productora de fruites tropicals més important d'Amèrica del Sud, a més d'altres plantacions com hortalisses i producció vinícola.

### Projectes de transvasament

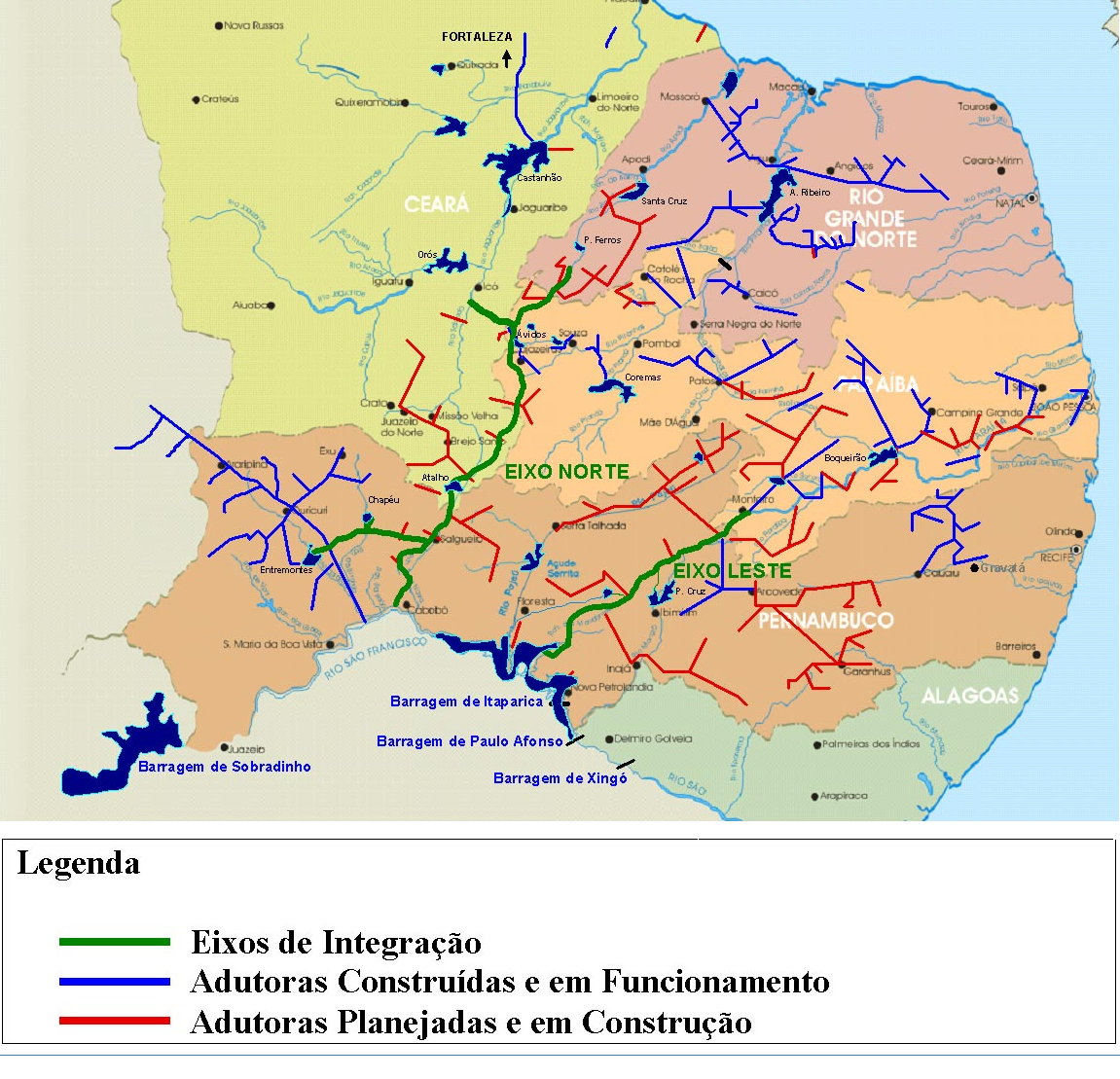
Mapa amb els dos ramals en verd (eixo norte i eixo leste), els aqüeductes construïts en blau i els planejats en vermell.

En la primera dècada del segle XXI, el Brasil va engegar un programa molt ambiciós anomenat Projecte d'Integració del Riu São Francisco amb les Conques Hidrogràfiques del Nord-est Septentrional. El seu objectiu inicial era obrir dos ramals (eixos nort i est) que duguessin aigua del riu cap a l'extrem nord-est del país, per tal d'abastir els estats de Pernambuco, Paraíba, Rio Grande do Norte i Ceará.
El projecte va rebre moltes crítiques pel seu elevat cost econòmic i ambiental. A més, també es posava en dubte la finalitat real de les inversions, ja que aquestes canalitzacions transcorrien en la seva major part per grans latifundis, el que aixeca sospites si s'està destinant bilions de reals públics per afavorir les grans industries agrícoles del país.
Tot i això, les obres segueixen el seu curs i ja s'ha previst que, en un futur proper, s'obriran dos nous ramals que subministraran aigua a l'oest (Piauí) i al sud (Sergipe i nord-est de Bahia).

## En la cultura popular

### Caboclo-d'água i carrancas

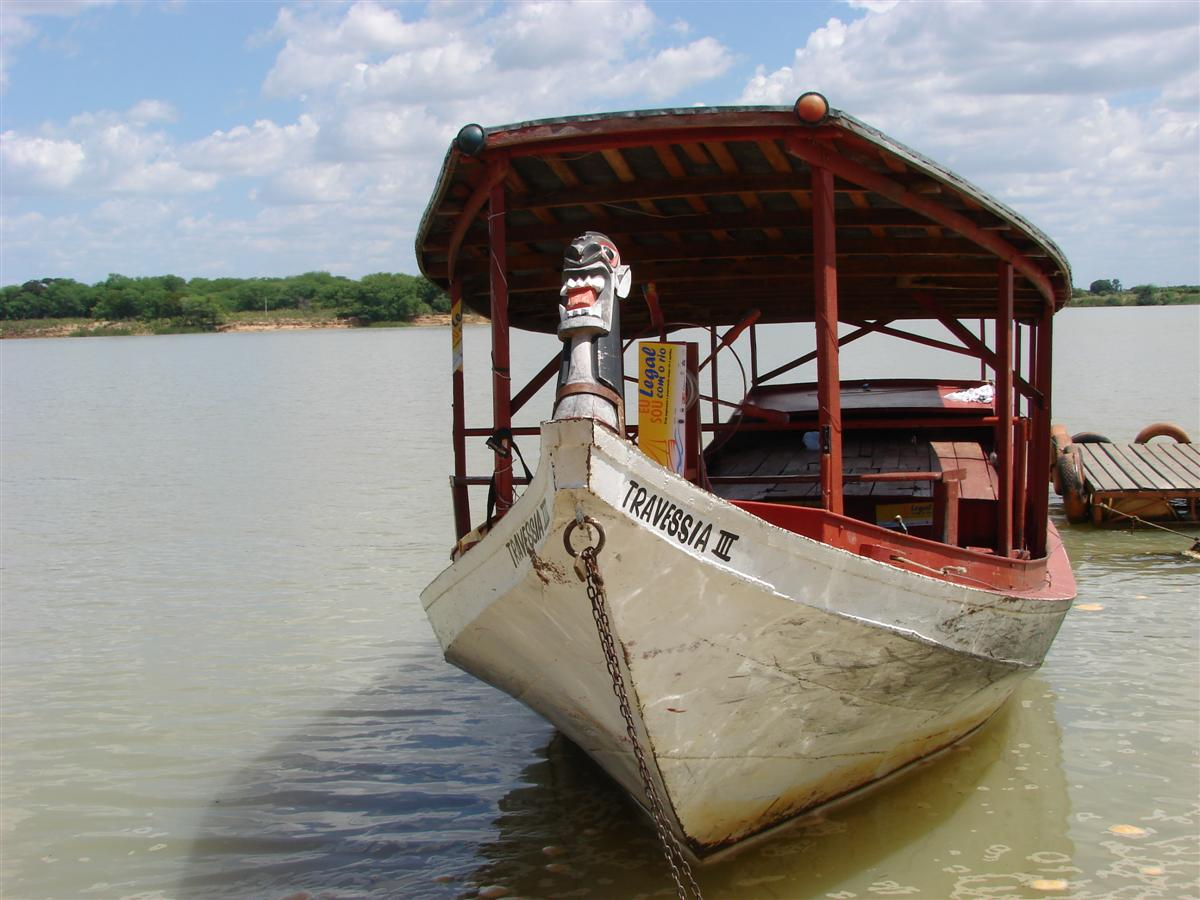
Vaixell amb una carranca a proa.

El Caboclo-d'água és un ser mitològic, tingut com el defensor del Riu São Francisco. Espanta als pescadors i navegants que hi transiten, arribant a tombar i enfonsar les seves embarcacions. Per evitar que actuï, els mariners del São Francisco esculpeixen a la proa de les naus uns mascarons terrorífics anomenats carrancas. També fan servir altres sortilegis, com llençar tabac de mastegar al riu, per calmar-lo o clavar punyals o ganivets al fons de les barques, creient que l'acer espanta els mals esperits. Quan un pescador no li cau bé, fa que els peixos fugin d'ell i no pugui pescar; però si aquest li fa una ofrena, podrà guanyar-se el seu favor.
Els nadius descriuen al Caboclo-d'água com un ser robust i musculós, amb la pell bronzejada. Malgrat el seu aspecte, és ràpid i es mou amb lleugeresa. Tot i que pot viure fora de l'aigua, mai s'allunya del riu. Hi ha relats en els que el monstre pren la forma d'altres animals, per enganyar els pescadors i atacar-los.

### Cinema i TV
El projecte Cinema no Rio São Francisco porta 12 edicions (les de 2020 i 2021 no es van realitar per la pandèmia de la Covid-19) fent gires per diversos pobles de la conca del riu, on s'instal·len pantalles gegants i s'emet una mostra de films brasilers. Acostumen a triar petits municipis, allunyats a centenars de quilòmetres de la sala de cinema més propera i on bona part de la població no té cap altra opció de veure pel·lícules en aquest format.
El 2004 es va estrenar la pel·lícula Espelho d'água - Uma viagem no rio São Francisco, en la que un fotògraf desapareix durant un viatge pel riu i la seva parella va a cercar-lo, mentre descobreix un munt d'històries sobre el riu. L'any 2019 es va llançar el documental Saúde! Velho Chico. La història parteix d'una investigació científica realitzada l'any 1912 en poblacions de la riba del riu i es comparen els resultats amb la situació socioeconòmica, ambiental i sanitària actual.
L'any 2016, la cadena TV Globo va emetre la telenovel·la titulada Velho Chico, en horari de màxima audiència i amb una duració de 172 episodis. En el seu repartiment es trobaven Rodrigo Santoro, Camila Pitanga, Domingos Montagner, Marcelo Serrado, Lucy Alves, Tarcísio Meira o Carol Castro i estava ambientada en una localitat a la riba del São Francisco. La filmació va tenir un esdeveniment tràgic: tres setmanes abans de concloure l'enregistrament de la sèrie, Domingos Montagner, qui interpretava el paper de Santo dos Anjos, va patir un accident mentre descansava nedant al riu i hi va morir ofegat.

### Música
El nord-est del Brasil és una de les regions més riques culturalment, amb una ampla i variada producció artística, on les arrels nordestinas són clarament palpables. Són diversos els cantants que han dedicat les seves composicions al Velho Chico, entre els quals destaquen Geraldo Azevedo, Luiz Gonzaga, Caetano Veloso, Maria Bethânia, Chico Buarque, Moraes Moreira o Milton Nascimento.